# Bezares
Bezares tỉnh và cộng đồng tự trị La Rioja, phía bắc Tây Ban Nha. Đô thị này có diện tích là 4,62 ki-lô-mét vuông, dân số năm 2009 là 17 người với mật độ 3,68 người/km². Đô thị này có cự ly 9 km so với Logroño.